# Ludwig Heinrich Maurer
Ludwig Heinrich Maurer, född 1819, död 1885, var en tysk trädgårdsman.
Maurer var sin tids främste bärodlare och beskrev i flera arbeten (Das Beerenobst, 2:a upplagan 1883 med flera) ett stort antal bärsorter.